# General Pinedo
General Pinedo jest argentyńskim miastem leżącym w prowincji Chaco. W roku 2001 miasto liczyło około 16 tys. mieszkańców.